# 허알
허알(許謁)은 전한 평은후(平恩侯) 허가의 장녀이다. 성제의 태자비 허황후의 언니이다. 당시 성제는 허황후에게 자식이 없자, 후궁 조비연과 후사가 있는 왕미인을 총애하였다.
허알은 동생 허황후가 한성제의 사랑을 받지 못하고 허황후를 위해 기도를 올렸고, 한성제의 마음을 돌리기 위해 조씨 자매와 당시 천자의 아이를 밴 후궁 왕미인을 비롯하여 왕봉을 저주했다고 한다. 
황후자리를 노리던 조비연은 이 소식을 전해들고, 허알이 허황후를 위해 기도를 올리고 왕미인, 왕봉을 저주한다고 한성제에게 고발하였다. 
성제는 매우 화가 났으며, 황태후 왕정군도 엄격히 처리할 것을 주장하였다. 이에 죄를 물어 허황후의 언니 허알을 사형에 처하였다.  허황후는 소대궁(昭臺宮)으로 유폐되었다.